# Бендеров Максим Васильович
Макси́м Васи́льович Бендеров (6 квітня 1990, Олександрія, Кіровоградська область, Українська РСР — 15 липня 2014, Ізварине, Луганська область, Україна) — український спортсмен та військовик, Чемпіон України з панкратіону, старший розвідник підрозділу спеціального призначення ГУР МО України. Загинув в ході антитерористичної операції. Майстер спорту з панкратіону.

## Життєпис
Тренувався з 1997 року. Працював тренером в Олександрійському спортивному клубі.
Служив за контрактом старшим розвідником у Кіровоградському 3-му полку спеціального призначення ГУР МО України.
Потрапив під мінометний обстріл терористів. Тоді ж загинули Микола Алєксєєв, Максим Вербовий, Богдан Каравайський, Юрій Коваленко, Станіслав Майсеєв, Іван Марков, Дмитро Рябий. 19 липня від поранень помер Віктор Гаркавенко.

## Спортивна кар'єра
Максим Бендеров мав чорний пояс (1 дан) з панкратіону, був неодноразовим чемпіоном України з панкратіону, чемпіоном України серед спецпризначенців. Срібний призер Чемпіонату Світу, чемпіон Європи (2007), срібний призер Чемпіонату Європи (2006), багаторазовий Чемпіон України з Військово-спортивного багатоборства (розділ «бойового багатоборства»), чемпіон України з рукопашного бою, призер Чемпіонату України з панкратіону.

## Нагороди та вшанування пам'яті
14 серпня 2014 року — за особисту мужність і героїзм, виявлені у захисті державного суверенітету та територіальної цілісності України, вірність військовій присязі під час російсько-української війни, відзначений — нагороджений орденом «За мужність» III ступеня (посмертно).
В пам'ять про Максима Бендерова у місті Олександрія проводяться щорічні змагання: Відкритий чемпіонат Кіровоградської області з військово-спортивного багатоборства та Всеукраїнський турнір з панкратіону. Перші чемпіонат і турнір пройшли у 2015 році.
У 2017 році на честь нього перейменована вулиця в Олександрії на якій він мешкав.
У місті Кропивницькому на честь Максима Бендерова названо вулицю.
У 2016 році в рідному місті його тренер, Ліщенко Костянтин Олександрович, створив спортивний клуб з назвою «SportMax» на згадку про свого вихованця.

## Дивіться також
- Список українських спортсменів, тренерів і функціонерів, що загинули під час Революції гідності чи внаслідок російської агресії в Україні